# Fiverr
Fiverr est une place de marché en ligne pour les travailleurs indépendants. Fondée en 2010, des travailleurs indépendants du monde de la création artistique, notamment des musiciens, y proposent leurs services.

## Histoire
Fiverr a été fondée par Micha Kaufman et Shai Wininger en février 2010. Les fondateurs ont imaginé le concept d'un marché en ligne qui fournirait une plateforme bilatérale permettant aux utilisateurs à la fois d'acheter et de vendre une variété de services numériques proposés par des prestataires freelances. Les services proposés sur le site comprennent la rédaction, la traduction, le graphisme, l'édition vidéo et la programmation,. Ces derniers peuvent aller de cinq dollars américains jusqu'à plusieurs milliers de dollars pour des services additionnels — son nom vient, par ailleurs, du fait que tout ce qui était publié sur la plateforme coûtait initialement 5 dollars[réf. nécessaire].
Le site web a été lancé début 2010 et, en 2012, il comptait déjà plus de 1,3 million de services. Le volume des transactions sur le site a augmenté de 600 % depuis 2011. Depuis début 2013, Fiverr est classé parmi les cent sites les plus populaires aux États-Unis et dans le top 200 des meilleurs sites à travers le monde.
Le 1er juin 2010, Fiverr a reçu un investissement initial d'un million de dollars américains de Guy Gamzu et d'autres investisseurs. Et en mai 2012, Fiverr a obtenu un financement de quinze millions de dollars US d'Accel Partners ainsi que de Bessemer Venture Partners, ce qui porte le financement total de la société à vingt millions de dollars US.
Fiverr a publié son application iOS dans l'Apple Store en décembre 2013 et son application Android dans le Google Play Store en mars 2014.
En août 2014, Fiverr annonce avoir obtenu trente millions de dollars dans le cadre d'un financement de série C auprès de Bessemer Venture Partners ainsi qu'Accel (anciennement connu sous le nom d'Accel Partners) et d'autres investisseurs. Ceci porte alors son financement total à cinquante millions de dollars US.
En juin 2019, Fiverr a été cotée au NYSE.
Le 19 février 2020, la société a enregistré un chiffre d'affaires de 107,1 millions de dollars pour l'année fiscale 2019.

## Acquisitions
En 2017, Fiverr acquiert la place de marché de création vidéo « VeedMe ».
En janvier 2018, Fiverr rachète l'entreprise « AND CO », fabricant de logiciels pour freelances. Le président-directeur général Micha Kaufman déclare alors que de nombreuses fonctionnalités de « AND CO », telles que la facturation, sont déjà « parties intégrantes » de la place de marché de Fiverr, mais « la grande majorité des activités freelances se font néanmoins encore hors ligne » — et Fiverr souhaite rendre possible ces relations hors ligne.
En février 2019, Fiverr acquiert la plateforme de marketing de contenu par abonnement, ClearVoice. Fondée en 2014 par Jay Swansson et Joe Griffin, ClearVoice est une société à capital risque dont le siège est à Phoenix, en Arizona. L'ajout de ClearVoice permet à Fiverr de fournir de manière pratique des services aux professionnels indépendants ainsi qu'aux grandes entreprises.

## Lancement en France
Le 28 avril 2020, Fiverr se lance en France avec une version française de sa plateforme.